# Vörös János (vezérezredes)
Vitéz Vörös János (Csabrendek, 1891. március 25. – Balatonfüred, 1968. július 23.) magyar katona, vezérezredes, vezérkari főnök, honvédelmi miniszter és a Vitézi rend tagja.

## Életpályája
A traisskircheni hadapród iskolán végzett, 1911-től zászlós volt a Monarchia közös hadseregében, majd átlépett a honvédségbe és Hajmáskéren a 7. honvéd tüzérezrednél szolgált. Az első világháborúban az orosz, majd az olasz fronton harcolt. A Hadiakadémia elvégzése után a szombathelyi hadtestnél vezérkari tiszt lett. Később a Honvédelmi Minisztériumba osztották be, majd a harcászat tanára lett a Hadiakadémián. 1939–1940-ben a Honvéd Vezérkari Főnökség 7/ö. (híradó) osztályának vezetője, mint vezérkari ezredes. 1941. május 1-jétől vezérőrnagy, a 2. gépkocsizó dandár parancsnoka lett. 1942-ben a Honvéd Vezérkari Főnökség hadműveleti csoportfőnöke, majd a Honvédelmi Minisztériumban anyagi csoportfőnök lett. 1943-tól altábornagy.
1944 január végén Vörös memorandumot intézett Szombathelyi Ferenc vezérkari főnökhöz. Ebben az új típusú fegyvereket kapó német hadsereg feltétlen győzelméről értekezett, és felhívta Szombathelyi figyelmét rá, hogy "a magyar kormányzat mind jobban és jobban eltávolodik a németbarátságtól, és nem vesz részt olyan erővel a háborúban, amire képes. Bár tudatában van annak, hogy a vezérkar főnöke a politika irányváltozásáért nem felelős, mégis kötelességszerűen figyelmezteti, hogy a balratolódásért a végén ő is felelni fog." Szombathelyi kimért hangnemben figyelmeztette, hogy politikai vonatkozású megállapításai túlmutatnak hatáskörén. Vörös ekkor háromhavi egészségügyi szabadságot kért, amit megkapott. Ezt közvetlenül a német megszállás előtt megszakította és szolgálattételre jelentkezett. Szombathelyi a székesfehérvári II. hadtest parancsnokává nevezte ki, hogy a Honvédelmi Minisztériumtól lehetőleg minél távolabb tartsa. A német megszállás napján 1944. március 19-én megbízhatóan németbarát megítélése alapján előléptették vezérezredesnek és Szombathelyi utódaként kinevezték a Honvéd Vezérkar főnökének.
Vezérkari főnökként ő dolgozta ki a dél-erdélyi hadjárat tervét. Ingadozó elszántsággal ugyan, de tovább támogatta a németek oldalán történő harc folytatását. Emiatt a kiugrás előzetes szervezésébe a lehető legkésőbb vonták be, mikor mint vezérkari főnök nélkülözhetetlenné vált. Vörös váratlan elszántsággal látott hozzá a kiugrás előkészítéséhez, de utasításait nagyrészt negligálták, intézkedésre felszólított beosztottait elrabolták a németek, vagy letartóztatták a nyilasszimpatizánsok. A nyilas hatalomátvétel napján 1944. október 16-án helyettese, László Dezső altábornagy őt magát is letartóztatta, majd fogvatartói aláírattak vele egy Szálasival szembeni passzivitási nyilatkozatot. Ezután szabadon Balatonfüredre távozhatott. Innen október végén átszökött a front túloldalára. 1944. december 22-étől 1945. november 15-éig az Ideiglenes Nemzeti Kormány honvédelmi minisztere, majd 1945. november 15-étől vezérkari főnök lett, mígnem 1946. szeptember 1-jén kérésére nyugdíjazták.
1945. január 20-án az Ideiglenes Nemzeti Kormány küldöttségének egyik tagjaként aláírója volt a moszkvai Fegyverszüneti Egyezménynek. 1949. március 25-én a Katonapolitikai Csoportfőnökség kémkedés vádjával letartóztatta. 1950. június 22-én a katonai törvényszék életfogytiglani fegyházbüntetésre ítélte. 1956-ban szabadult ki, ezt követően haláláig visszavonultan élt.

## Művei
- Vitéz Vörös János m. kir. vezérezredes vezérkari főnök Naplója 1944 ápr. 7-től 1944 okt. 15-ig; Universe Publishing Company, Englewood, 1979 (Magyar Történelmi Kutató Társaság kiadványa)